# 噬神者
《噬神者》是由南夢宮萬代在2010年2月4日發售的動作遊戲，对应PlayStation Portable平台，并于同年在日本發售劇情擴充並修正遊戲系統的版本《噬神者 神機解放》。2013年，發售續作《噬神者2》。
2015年，南夢宮萬代发行本作重製版《噬神者 解放重生》，對應平台為PlayStation Vita、PlayStation 4和Microsoft Windows。该作配合最新硬體配備以高精细的繪圖進行開發，並收錄了接續在《噬神者2》的全新故事劇情。

## 玩法
是以能夠捕食敵人的武器「神機」與成群襲來的怪物「荒神」戰鬥的動作遊戲。玩家在塑造完自己的角色後便可開始隨劇情、任務和同伴一起討伐荒神。使用武器為神機，具有變化成劍、槍型模式戰鬥（因是新型可變式），需將荒神身上的硬甲破壞就可造成極大傷害。
《噬神者 解放重生》大幅提升了《噬神者》中的「捕食」動作，玩家能在空中及衝刺的高速移動中使用，並能設定最多 5 個自己偏好的捕喰行動組合來吞噬荒神。同時在前作《噬神者 2 狂怒解放》中六種「神機」武器確定將在本作登場，而前作一部分的遊戲系統也將會延續搭載。新增了系統「捕食機能」。

## 剧情
這是五十年後的未來，世界被「神」吞噬殆盡而荒蕪的架空故事。某天，在北歐地區發現一種與現今生物的組織結構完全不同的異物細胞「神諭細胞」(オラクル)。在短短的日子裡，オラクル爆炸性的增殖，一邊將地球上所有能作為學習對象的物體「捕食」吞噬的同時，型態也急劇變化，形成多樣貌的生命體。地球上大部分的文明都市也在短時間內被牠們摧毀。人們把這種威脅的存在稱為「荒神」（アラガミ），意即「狂亂的神靈」。在人類文明既有的兵器都因荒神的「捕食」本能而無效化下，各地的軍隊與政府也束手無策，餘下的人們只能在絕望中等待終結的到來。
然而，在世界完全毀壞之前，生化科技企業「芬里爾」（フェンリル）成功利用オラクル細胞開發出了名為「神機」的生物兵器。並同時組織了藉由在自己體內裡接種神諭(オラクル)細胞來和神機連結並使用的特殊部隊——「GOD EATER」(ゴッドイーター)。自此，人類終於獲得了與荒神對抗的力量。於是，追求知性之極致的荒神，與追求物種延續的人類之間的戰爭便此展開。在破滅的盡頭，究竟是神會先成為人，還是人會先成為神呢？競爭開始了。GOD EATER的任務是把靠近地下居住區的荒神擊退，並且把荒神的核心和素材帶回。在這樣的背景下，玩家將會扮演一名神機使，開始了與死亡擦身而過的每一天。

### 主要人物
主角與主要人物所屬的第一部隊被稱作討伐班，專門從事對具威脅性之大型荒神的討伐，以及回收用以開發居住區防壁不可或缺材料「核心」的工作。
主人公（聲：赤羽根健治 / 伊藤加奈惠 / 粕谷雄太 / 鹿野優以 / 佐藤聰美 / 庄司宇芽香 / 田中大文 / 藤本たかひろ / 森岳志 / 安田早希
『Burst』新增 - 牛田裕子 / 沖佳苗 / 織田優成 / 菊池心 / 小嶋一成 / 小松由佳 / 佐佐木愛 / 島﨑信長 / 菅沼久義 / 田中一成 / 津田美波 / 野中藍 / 堀井茶渡 / 松原大典 / 三浦祥朗 / 三上枝織 / 宮本佳那子/木島隆一）
本作主角。官方設定形象為金髮綠瞳的少年。配屬到「芬里爾」遠東分部的第一名新型神機使。
根據佩拉·榊博士的內科檢查結果，有非常優秀的潛能。遊戲可以選擇性别，髮型，聲音，面容（包含髮色和瞳孔色）。
製作上的考量，在遊戲中除了戰鬥外幾乎不說話，以神色表達感情居多。被稱呼時也多以第二人稱和「隊長」稱之。
在隊長雨宮龍膽少尉於任務「蒼穹の月」中失蹤被認定為MIA（作戰行動中失蹤）後，由芬里爾執行部任命主角成為遠東分部保守局第一部隊的部隊長（此後就被稱為「隊長」）。
基於其對同樣為新型神機使的爱丽莎·伊利妮齐雅·奥美拉早期的精神回復和歸隊有著重大貢獻，遠東分部高層給予極高評價。
后期分部长由佩拉代替方舟计划事件中死亡的约翰·希克扎尔，依舊沒有動搖遠東分部眾人的信賴。
似乎常有擅自亂來的行動，爱丽莎也曾說過「總覺得你（妳）好像急著送死一樣。」。
因為當荒神侵入基地時，強制與不適合的龍膽之神機進行連結，使用後和蓮相遇，開始一同搜索龍膽，因為感應現象理解了龍膽已荒神化的事實。
另外，從與タツミ之間的談話中似乎透露，主角在加入遠東分部前是沒有工作的。
在官方设定中与爱丽莎似乎有着一言難盡的暧味关系。
雨宮龍膽（Amamiya Rindou，聲：平田廣明）
芬里爾遠東分部第一部隊的隊長，階級為少尉。特徵是留著黑色側邊瀏海，青色雙眼的男性。尼古丁與酒精的重度中毒者，遊戲影像和pv動畫中也都有出現吸煙的畫面，常常拜託咲夜分予他配給啤酒的酒票，房間裡也放置著數瓶在這時代已不多見的瓶裝酒。
與他一同執行任務的隊員有著高達90%之上的生還率，壓倒性地高於其他部隊長。所以遠東分部的新人神機使會優先配屬到第一部隊，這也是為了不要在早期失去寶貴的適合者措施。
有著在遠東分部唯一獨力討伐ウロヴォロス紀錄的實力。
直至故事中盤第一部隊從ディアウス・ピター體內回收了他的神機和腕輪後才被認定為戰死，階級升至上尉。
Burst版追加的劇情中，因為從被稱作「仄暗い羽」、「漆黒の翼」這兩個在黑市被高價交易的物質中分析出和龍膽的DNA序列一致的細胞組織，確認其生存並重新展開搜救工作。
右手因為在和ディアウス・ピター的戰鬥中失去腕輪而受到侵蝕，在飽受荒神化的痛苦中被希歐所救，之後暫時躲藏在鎮魂的廢寺附近，當時因為希歐在他右手背植入像是人工CNS的藍色物體使得荒神化的速度趨緩，然而當希歐的核心被當作特異點被ノヴァ捕食的瞬間，該部位便隨之崩解，荒神化的侵蝕又重新被活化。在那之後龍膽逐漸變異成ハンニバル侵蝕種，自我意識也一點一滴地消失，因為主角和レン的努力，右手甲獲得了像是人工CNS的橙色物體，變得能夠控制荒神化，也獲得和希歐一樣右手能變形成神機般武器的能力。當時他的神機因此嚴重損壞，之後被帶回基地進行全面維修。
在Burst版的結局中歸隊並與咲夜結婚，婉拒恢復第一部隊隊長職位的選擇，現在轉任沛拉直轄的游擊隊，擔任新人神機使的指導和教育工作，階級恢復為少尉。雖然被沛拉要求對右手進行研究，本人倒是沒什麼合作的意願。
原先的房間因為已經被挪置給主角使用，現在似乎是暫居在咲夜的房間。
索瑪・西克札爾（Soma Schicksal，聲：中井和哉）
2064年加入芬里爾遠東分部。
第一部隊所屬的神機使。自12歲成為God Eater於俄羅斯執行第一次任務以來，持續於第一線參與荒神的討伐作戰。特徵是留著金髮，藍色雙眼，褐色皮膚，穿著藍色連帽外套的青年。
和持有的神機有著異常高度的適合率。雖然單就戰鬥能力甚至還凌駕其他部隊長之上，但是由於頻繁違反軍規、時常單獨行動的緣故，階級一直都不高。
是愛莎(アイーシャ)和約翰尼斯的兒子，自月之犬計畫(Mánagarmr Project/ Managarm Project/マーナガルム計画)將偏食因子對人體進行基因轉錄後誕生的人類。雖然計畫以失敗告終，但後續基於對索瑪本身的研究芬里爾才發展出神機技術的基礎，也才得以催生出現在的God Eater。
雖然同樣戴著定期施打偏食因子用的腕輪，別於其他神機使，身體能夠自行產生偏食因子，不需要仰賴人工注射。因此相較之下有著比任何人都接近荒神的身體，希歐的談話中也明示了這一點。
能夠直覺到附近荒神的存在。平時沉默寡言，所使用的神機為大劍（舊型接近戰式）。
胎兒時便植入偏食因子誕生的緣故，擁有高度的肉體強度和體能(劇情有揭示索瑪曾經「即使受了需要縫合八針的傷也能在隔天痊癒」)。由於那份異常的力量被週遭所畏懼，索瑪本人也將自己視作怪物，刻意疏遠自己和他人的關係。
和他一同執行任務的God Eater有著極高的死亡率，不少アナグラ的成員私下流傳著「死神」別稱的謠言，遊戲劇中表現出來的有艾立克以及被用計陷害的龍膽2人，設定上，他曾經所屬的小隊成員除了他之外全滅。
阻止方舟計畫後，由於幾乎沒有再出現違反軍規和單獨行動的情形，高層很快地有了任命他為部隊長的打算，基於本人的意願，繼續以第一部隊隊員的身分活動。
最近，有他同行的任務隊伍所受損害都能控制在最小，逐漸取回分部眾人的信賴，其他部隊也有希望他升格部隊長的聲浪傳開。
在確認龍膽依舊生存而第一部隊卻以維持分部最低限戰力為由受命留守在アナグラ，無法參加龍膽的搜救行動而感到氣惱。
被浩太誘騙成為「初戀果汁」最初的受害者。
橘 咲夜/橘 佐久夜（Tachibana Sakuya，聲：大原沙耶香）
因為當時沒有適合的神機，在加入遠東分部頭2年負責通訊操作員的工作。
作為主角的前輩，第一部隊的副隊長。
判斷力和統率能力十分優秀的緣故，也曾承接其他部隊長級的任務。
擁有遠東分部堪稱第一的槍枝制動技術。
因為具有部隊長級的作戰能力和統率能力，作為狙擊手和衛生兵也是分部首屈一指，故在發生與未確認荒神的戰鬥時多會徵召其參加。
在回收龍膽的腕輪後，和艾莉莎一起看了他遺留的資料碟盤內容，了解真相的她以「忘了這件事吧。」支開艾莉莎，獨自潛入了神盾島。在那裡與看破她真意並決意協助的艾莉莎追上，兩人自危機中脫逃。
在這之後被通緝而逃亡失去了蹤跡，最後為了終結約翰尼斯的計畫又回到アナグラ。
在Burst版的結局中與與歸隊的龍膽結婚。
藤木 浩太（Fujiki Kota，聲：阪口大助）
跟主角同一天加入遠東分部，同屬第一部隊的God Eater。所使用的神機類型為突擊槍（舊型遠距離式）。特徵是紅橙色短髮和眼睛，穿戴帽子和圍巾的少年。
這具神機曾經是雨宮ツバキ使用的初期製品，經過不斷改良，也能發揮不輸給後期製品的性能。因為進行神機連結解放時戰鬥能力的上昇幅度很高，與新型神機使的合作有著極高的評價。
是隊伍內炒熱氣氛的存在，在這個說殘破也不為過的世界中也不受時局影響，個性開朗的優點，也曾經受到龍膽的稱讚。
雖然有些不穩重，但心中總是感念著居住區的母親和妹妹，為了供養兩人的生活而加入芬里爾。入隊前的他由於為了打工維持家計沒去上學，所以很不擅長動腦。 雖然在偵查任務中留下不錯的紀錄，讀書會或是講習中通常都在打瞌睡。可是對於授課的內容似乎都有聽進去，能夠發覺アナグラ有前往神盾島的通道一事也能看出他具有敏銳的洞察力。身體素質也比同年齡者優秀。
興趣是從終端機上看舊時代的動畫，劇中浩太是正在播映的人氣動畫『バガラリー』的動畫迷。
第一部隊中最期待並相信神盾計畫，為此甚至自願執行高風險的任務，但在方舟計畫的公佈後大受打擊，一時贊同該計畫的實行，確保家人的生存。然而母親和妹妹的話解開了他的疑惑，於是決定要自己創造大家都能安居的世界而挺身而戰。
在確認龍膽依舊生存時，帶著女性神機使們實行「引出龍膽大作戰」結果大失敗，經過檢討後策劃的第二次作戰打算帶上龍膽喜愛的啤酒。アナグラ也有成員欣賞他這種傻腦袋。
最近在對外部居住區週邊的偵查任務中被指定為小隊長的機會增加了，但是由於升級考試的成績不太好看，還是就以現在的位階繼續執行任務。
艾莉莎・伊莉妮琪娜・奧美拉/亞莉莎・伊莉妮琪娜・阿米耶拉（Алиса Ильинична Омела（Alisa Ilyinichna Omela），聲：坂本真綾）
俄羅斯人。2070年加入芬里爾俄羅斯分部，一年後調任芬里爾遠東分部。
シックザール分部長的命令下，由俄羅斯分部轉任到芬里爾遠東分部，所使用神機為長劍．衝鋒槍（新型可變式）。特徵是留著白色半長髮，藍色雙眼（動畫版為紫藍色），穿著俄羅斯風格衣裝的少女。
雖然在俄羅斯時實戰經驗不多，但演習的成績一直都是頂尖拔群。
最初自負於新型神機使的身分，以高壓、輕慢不屑的態度看待他人，對於身為隊長的龍膽也以落後的舊型視之，將遠東分部全體當作浩太一樣鄙視。
由於雙親在眼前被荒神殺害，所以對荒神懷抱著混雜憎惡和恐懼的情感。
這個經驗成為她重大的心靈創傷，需要定期接受主治醫生大車的心理治療，就在那時候被下達了「槍擊龍膽」的心理暗示（印痕），在支援龍膽的任務中，因為出現了與造成她心理創傷的元兇相似的荒神，在精神極度不安定下將槍口轉向龍膽，卻在開槍前一瞬間回神挪開槍膛，流彈造成教堂天井崩落以致龍膽被隔離，間接造成他的死因。在知道此一事實後十分沮喪自責，在主角等人的包容下逐漸擺脫陰霾，在回歸前線後也因為態度變得溫和許多，逐漸改變了他人對她的評價。
追蹤著咲夜在她之後潛入神盾島，破壞了所有的警備系統，解救陷入危機的咲夜，但在大車曾經給予的精神暗示下還是無法抗拒槍殺咲夜的命令，向咲夜開槍，但是使用彈丸的是回復彈，之後和咲夜一同脫逃失去了蹤影。
對於以捕食她雙親的荒神ディアウス・ピター為首的ヴァジュラ型荒神存有懼心，當面對ヴァジュラ時會陷入不安定的狀態，現在已經改善。
當アネット和フェデリコ被配屬到遠東分部的時候，為自己第一次有了後輩異常雀躍，對此，大概是想封印往昔新人時代的自己吧。
希歐/喜歐（Chiot，聲：福井裕佳梨）
在法蘭西語中意思為「小狗」，可能是失蹤時期的龍膽隊長所命名。
擁有黃色眼睛，蒼白的頭髮及皮膚，身穿芬里爾破旗的人型荒神少女，性格天真無邪及饞嘴。遠東分部當中只有主角、沛拉、索瑪、艾莉莎、咲夜、浩太和立夏知道她的存在。
真實身分是進化成人型的荒神，擁有發達的運動能力。戰鬥時右手能變化成類似新型神機的武器（相當於短劍／突擊槍）。基於荒神「將比自己還高等的的存在視為捕食對象」的性質，不會將與自己相近的人型生命體列入捕食範圍（除非餓到受不了）。
從以前就開始尋找索瑪，多次從他處偷偷注視他。在故事中因為沛拉的計謀讓第一部隊將附近一帶的荒神掃蕩殆盡，終於被原本不喜歡的シユウ種屍體的誘餌引出，沛拉將她帶回後，才向第一部隊的成員們告知真相。
作為第一部隊和少數人的秘密，希歐藉由與主角們和沛拉之間的會話，知能以驚人的速度成長，了解的語彙雖然增多，語氣還是依舊挾著稚氣，遊戲中有關她的台詞全部不用漢字都以平假名或片假名表示。劇情中曾哼唱索瑪教她的歌（ED主題曲my life的片段）
沛拉曾經想讓她穿上衣服，然而希歐以人類的衣服「硬硬刺刺的」而討厭穿衣，當艾莉莎和咲夜打算強迫她穿上時，便打破了研究室的牆壁逃走了。之後在沛拉提案以荒神的素材讓立夏製作了專屬的衣服後，才換掉原先披在身上的旗幟。
對於ノヴァ終末捕食的特異點是不可或缺的存在，約翰尼斯也想要得到她。最後因為藏匿在研究室一事終究暴露被約翰尼斯擄至神盾島。雖然核心被摘出轉置為 ノヴァ所用後仍舊保有自我意識，為了阻止終末捕食的繼續，帶著整個ノヴァ飛向了月球。
主角在碰觸龍膽的神機時，知道了希歐從ディアウス・ピター處解救了龍膽，且在她與主角們相遇前是和龍膽在一起的，另外希歐似乎抑制了他的荒神化。那時她從龍膽那裡學到了「肚子餓了」等最初幾個字語。
RESURRECTION版追加劇情中以殘留體的身分再次出現，並幫助第一部隊對抗第二個ノヴァ。
雨宫 椿（Amamiya Tsubaki，聲：田中敦子）
芬里爾遠東分部第一部隊的指揮官跟教官，為龍膽的姐姐。
曾經為遠東分部實戰部隊隊長，現役時代留下許多令他人難以望其項背的輝煌紀錄。
作為指揮官，有著即使面臨龍膽的死也無法動搖其正確判斷的冷靜。
平時被以「魔鬼教官」被深深的恐懼著，散漫的隊員只要聽到她鞋跟踩過地面的腳步聲就會渾身發抖。但從PV動畫末段能發現真實的她心底那溫柔且重視部下生命的一面。PV動畫中也可以窺見她在現役時代十分活躍。當時的神機經過改良，後來配發給了浩太。
由於反對方舟計畫，遂替為了阻止計畫意欲闖入神盾島的主角們打開通往神盾島的閘道，自己留守在アナグラ。
沛拉・榊/培拉・榊（Parer. Sakaki，聲：楠大典）
芬里爾遠東分部的技術開發統合負責人，也是芬里爾的創始成員。
荒神研究領域的權威，也擔任God Eater們的講師，總是戴著眼鏡。熱衷於研究，常常自言自語。
獨自對荒神的生態進行廣泛研究。將所有的一切都視為觀察對象，自稱「觀星者」（star gazer），理性地觀注著其他事物。發現的偏食因子令利用オラクル細胞的技術變得可能，也是至今保護人類的對荒神裝甲的基本技術開發人。
故事中因為與約翰尼斯意圖相左，開始獨自採取行動。
在講座中多次暗示其對與荒神共存的可能性懷抱希望，阻止方舟計畫後曾打算隱居，卻被ツバキ以「給我擔起活下來的人應盡的義務」說服，目前兼任アナグラ的代理分部長的職務，並開始了對綠化了的月球的觀測工作。
他所開發名為「初戀果汁」的難喝飲料受到廣泛的負面評價，但是也有許多為了好奇嘗試恐怖食品的消費者投入，銷售量因此意外不錯。問卷調查的結果顯示他似乎打算開發續作「失戀滋味」。
約翰尼斯・馮・西克札爾（Johannes von Schicksal，聲：小山力也）
芬里爾遠東分部的分部長，同為芬里爾的創立成員之一，曾經是研究荒神的學者。
總是冷靜地判斷情勢，充分考量才行動的謹慎人物。但只要牽扯到荒神的威脅便容易急進的判斷，曾經因為無謀的實驗引發了無可挽回的悲劇。
身為索瑪的父親，然而親子之間的關係卻很冷淡。
大力提倡「神盾計畫」，同時自己也進行對荒神裝甲的研究，在故事背景為了推展「神盾計畫」來到遠東分部，擔負起的維持前線基地和指揮神機使們的工作。在サカキ博士成為荒神技術的開發統合負責人後，從研究工作的第一線退休，將心力投注在以「神盾計畫」偽裝的「方舟計畫」準備工作中。
在神盾島培育超巨大荒神「ノヴァ」，並故意引發其捕食整個地球的行為「終末捕食」，同時實行讓God Eater和其親屬等被選上的1000人經由宇宙船逃往宇宙避難的「方舟計畫」，為遂行此一目的，他透過指派龍膽特殊任務，令其討伐強力的荒神，並將回收的核心供做ノヴァ的食糧，之後因為被龍膽察知，遂利用艾莉莎殺害調查方舟計畫的龍膽。當第一部隊為了阻止計畫闖入神盾島時，他自己亦與以ノヴァ的オラクル細胞所製作的人型神機「アルダノーヴァ」一體化，在敗給第一部隊後死亡。之後アルダノーヴァ雖然多次復活，是否依舊殘留有約翰尼斯的意識一點至今仍無法確定。
在方舟計畫的獲選者名單中，沒有填上自己的名字。

#### 《爆裂》新角色
蓮（聲：白石涼子）
雖然是配屬到遠東分部醫療班的新型神機使，除此之外包括性別一切皆是謎的人物。目前正在研究荒神化神機使的治療以及預防方法。
在アナグラ受到荒神入侵之際，幫助了因強行使用龍膽的神機而陷入侵蝕痛苦的主角。在更之後，告訴了主角「荒神化神機使的處理辦法」。
非常中意沛拉開發的初戀果汁。其真實身份為龍膽的神機，最後幫助龍膽脫離荒神化的侵蝕。
安妮忒・庫尼西（Anett Kenig，聲：名賀亞美→ GER : 金子有希）
德國人。
在一般神機使中有著相當大的力氣，喜歡盡情揮舞需要高水準腕力的武器來作戰，但由於總是急於攻擊而有疏於防禦的傾向。對於神機的強化認為「攻擊就是最大的防禦！」，以升級武器為優先。
由於裝備的神機過重而移動緩慢，為此雖然受到其他隊員的指責和抱怨，仍然對破擊鎚情有獨鍾。
與カノン、ブレンダン共同執行任務時受到ツクヨミ的襲擊，因為兩人誘敵得以優先逃走，回報アナグラ之後便立刻申請加入兩人的搜救工作。對カノン抱持著敬意。
費德里柯・加魯索（Federico  Caruso，聲：島崎信長）
義大利人。
雖然具有非常優秀的オラクル活性化潛力，表現上也十分平凡沒有暴起暴落，但由於通過新型神機適合測驗以來的時日尚淺，常常有無法順利變形神機的狀況。和アネット相反，認為應該以裝甲的強化優先。

## 开发与发行
角色設計由板倉耕一（雨宮龍膽等NPC設計、其他工作主要為作畫）與曽我部修司（設計玩家角色與フェンリル的制服、還有宣傳插畫）擔當。音楽則是由椎名豪負責。開発公司則是Shift。2010年2月4日發售。「噬神者2」的發售以來，全系列在日本國內的發售套數已經超過了200萬套。
目前已公開描述遊戲本篇6年前某一次事件的PV動畫。由ufotable製作。監督為平尾隆之。

## 主题曲

### 噬神者
片頭曲
「Over the clouds」
歌 - alan / 作詞 - 山本成美 / 作曲 - 菊池一仁 / 編曲 - 中野雄太
片尾曲
「my life」
歌 - alan / 作詞 - 古内東子 / 作曲 - 菊池一仁 / 編曲 - 中野雄太
插入曲
「神と人と （Vocal Ver.）」
歌 -ドナ・バーク/ 作詞 - マーガレット・ルーシー / 作曲・編曲 - 椎名豪
「No Way Back」
歌 -ベン・フランクリン / 作詞 - ベン・フランクリン/ 作曲・編曲 -椎名豪

### 噬神者 神機解放
片頭曲
「Over the clouds -BURSTmix-」
歌 - alan / 作詞 - 山本成美 / 作曲 - 菊池一仁 / 編曲 - 遠山明孝
片尾曲
「my life」
歌 - alan / 作詞 - 古内東子 / 作曲 - 菊池一仁 / 編曲 - 中野雄太
- 插入曲同噬神者

## 電視動畫
GOD EATER系列5週年紀念項目。故事以2071年的遠東世界為舞台。動畫第1－9集於2015年7月至9月播放，而第10－13集「Meteorite篇（メテオライト編）」則於2016年3月預定播放（第1－9集於播映前重播）。
2014年9月18日，在「東京電玩展2014」宣布電視動畫化，同日並開設電視動畫官方網站和官方微博。導演平尾隆之，角色設計清水慶太，音樂為椎名豪，動畫由ufotable公司和原作遊戲內動畫製作相關工作人員合作製作。
2015年7月1日，宣布推遲原應在7月5日播出的第一集，原訂播出的第一集代以特別節目“GOD EATER EXTRA”，第一集順延翌週播放。“GOD EATER EXTRA”為利解說動畫，之後還會陸續播出。其後，再因製作問題而播映至第9集後暫停播映，並預告第10至13集於冬季繼續播放，但最後公佈延後至2016年3月播出。

### 登場角色
空木蓮華（Utsugi Renka，聲：木島隆一、中隈志保（幼年））
動畫版原創主角，從外面的世界來到極東支部，成為極東第一個新型神機使，左肩上有一道似乎是被荒神咬的傷口，使用的神機為長劍、轟擊槍、護盾。
雨宮三佐對他訓練時的評價很高，但也同時說了：越厲害的人越早死。
極東支部被荒神攻擊時，無視上級的命令出擊，雖然保護了艾力克，卻一度失去神機面臨危機，然後被龍膽帶領的第一部隊拯救。
被伐折羅擊暈後，荒神偷襲時艾力克犧牲自己保護他。
攜帶著一枚指針搖搖晃晃的指南針，龍膽將指南針還給他後說了一句：不要迷失方向。
在接亞莉莎到極東的任務中，學會了新型神機的控制方式。
加入第一部隊後，因為發現自己沒有辦法拯救其他外面的倖存者，一度陷入迷惘。
討伐兩隻伐折羅時，被漆黑的伐折羅-天父狄阿烏斯(伐折羅禁忌種)攻擊後神機被破壞，並且重傷。
其後因雨宮龍膽趕到而援救，但返回極東支部修理神機時發現是因偏食因子同步率太高，神機承受不了所以被破壞，並被榊博士指只剩下幾年命。
和索瑪的共通任務中，希望能將自己的生命，用以延續其他人的未來，決定讓榊博士修好神機。
十三話末尾打倒天父後，似乎被神諭細胞侵蝕後融合而活了下來，瞳孔因為融合的原因變成了金色。

另外，榊博士和六花為蓮華設計的新神機，因為是臨時出戰，所有戰鬥部件都是一次性的、並且沒有調整好捕食等等的功能。
最外殼裝載四座巨大的神諭光束炮、能在神諭光束釋放的狀態下進行超廣範圍橫掃。
第一段脫離後是加裝推進器的巨劍、側邊環繞十門小型重砲。
第二段脫離是足以溶解天父刃翼的高熱能長刀、配上十束能自如操控方位射擊的小型機槍。
最後關頭所有部件毀壞時，蓮華使用捕食將天父的刃翼裝在神機上，並且成功劈開天父的殼摧毀核心。
故事開始的十五年前，還是嬰兒的他在芬里爾遠東分布外圍被遺棄並由空木一家撿到領養，由姊姊伊呂波命名為蓮華。多年前聚居地裡發生傳染病，他和母親都被感染，家人這時利用龍膽之前留下來的檢測儀器確認他是合格者後，母親決定把僅有的藥物給他，而自己不久因病而亡，這也讓其父親不滿芬里爾的態度有所軟化。在他即將滿十五歲時，聚居地受到荒神入侵，被瓦礫壓住的父親指示他和姐姐前往芬里爾極東支部尋求保護，而父親自己則被荒神所殺，而姐姐伊呂波在過程中受傷、傷口逐漸惡化無法前進，最後在他們被荒神追殺的時候，無法行動的伊呂波告訴蓮華他真正的身世後自殺而亡，讓他自己逃往芬里爾，這也導致他日後對荒神恨之入骨、並且相當保護他人的性格。
雨宮龍膽（Amamiya Rindo，聲：平田廣明）
遊戲原有的角色，芬里爾遠東分部第一部隊隊長。
多年前救了為了傳染病在外搜索藥物的空木姊弟，並且將指南針留給他們。
私底下收留了芬里爾遺棄的人們，並且帶他們到某個被樹木型荒神圍繞的水壩居住。
動畫原創劇情『隕星計畫』中，因為西克札爾的計畫，伐折羅被引誘到水壩，為了救那裡的居民而被大量伐折羅包圍。
後來趕到的蓮華救了龍膽後，兩人和更後來趕到的第一部隊開始對抗天父。
推測右手被天父咬斷後，和遊戲原作一樣被希歐救回，支部那邊判定死亡。
橘咲夜（Tachibana Sakuya，聲：大原沙耶香）
索瑪・西克札爾（Soma Schicksal，聲：中井和哉）
藤木浩太（Fujiki Kota，聲：阪口大助）
艾莉莎・伊莉妮琪娜・奧美拉/亞莉莎・伊莉妮琪娜・阿米耶拉（Алиса Ильинична Омела (Alisa Ilyinichna Omela)，聲：坂本真綾）
空木伊呂波（Utsugi Iroha，聲：加隈亞衣）
動畫版原創角色，第十話登場的蓮華的姊姊。喜歡看植物圖鑑，希望世界有一天也可以變回原本充滿美麗植物的樣子。
故事開始十五年前和父母在芬里爾極東支部外圍撿到被遺棄的嬰兒，並且由她命名為蓮華，因為當初在爛泥中撿到的他就像生於淤泥中的蓮花一般。多年前在和弟弟外出搜索藥物前從母親那裡拿到披肩，幾年後又把披肩送給了蓮華。得知蓮華是合格者後，因為不希望家人分開而反對讓他去芬里爾。
在聚居地被荒神攻陷時，遵照父親的指示帶著合格者的弟弟往南方的芬里爾極東支部前進尋求保護，但在過程中因為被荒神弄出來的傷口惡化到無法行動，為了讓蓮華拋下自己而自殺，告訴蓮華他的身世，鼓勵他去改變世界、並且以之前母親去世前的話告誡他不要在神不在的這個世界祈禱。
直到死前才明白自己對蓮華的愛，並且在充滿花草的夢境（一說是正常發展的平行世界）和蓮華緊抱在一起、對他告白。

### 製作人員
- 原作：萬代南夢宮娛樂
- 監督、音響監督：平尾隆之
- 監督助理：恒松圭、高橋拓郎
- 人物原案：板倉耕一
- 人物設定：清水慶太
- 機械作畫監督：小山將治
- 效果作畫監督：梅田貴嗣
- 美術監督：矢中勝
- 色彩設計：千葉繪美
- 攝影監督：脇顯太朗、松田成志
- CG指導：瀧澤雅人
- 編集：今井剛
- 音樂：椎名豪
- 監製：番正繪里子、向井地基起、富田功一郎、近藤光、櫻井優香、彌富健一
- 製作統籌：近藤光
- 動畫製作、劇本製作：ufotable
- 製作：萬代南夢宮娛樂、萬代影視、ufotable、Lantis、Anime Consortium Japan

### 主題曲
片頭曲「Feed A」（第2－8、11、12話）
作詞：YORKE.，作曲：Ta_2，編曲：小山壽，歌：OLDCODEX
第1話被當做片尾曲使用。
片尾曲（第2－4、6－7、10－13話）
作詞：平尾隆之、naomi，作曲：椎名豪，編曲：宮野幸子，歌：椎名豪 feat.naomi
插入曲
「Have you ever seen...」（第1、7、11話）
作詞：J×S×K，作曲：，編曲、歌：GHOST ORACLE DRIVE
「Maintain Maintain」（第1、3、12、13話）
作詞：J×S×K，作曲：，編曲、歌：GHOST ORACLE DRIVE
「Long way」（第2、12話）
作詞：J×S×K，作曲：，編曲、歌：GHOST ORACLE DRIVE
「Broke my stake」（第4、11話）
作詞：J×S×K，作曲：，編曲、歌：GHOST ORACLE DRIVE
「Human After All」（第5、13話）
作詞：J×S×K，作曲：，編曲：GHOST ORACLE DRIVE，歌：GHOST ORACLE DRIVE feat.（BiSH）
「NO WAY」（第6、12話）
作詞：J×S×K，作曲：，編曲、歌：GHOST ORACLE DRIVE
「SUNDAY」（第8、9、12、13話）
作詞：J×S×K，作曲：，編曲、歌：GHOST ORACLE DRIVE
「No Way Back -The Path of the Lotus-」（第13話）
作詞、歌：Benjamin Franklin，作曲、編曲：椎名豪

### 各話列表
| 話數       | 日文標題               | 中文標題                   | 劇本                     | 分鏡     | 演出                     | 作畫監督 |
| ---------- | ---------------------- | -------------------------- | ------------------------ | -------- | ------------------------ | --- |
| EPISODE 01 | Lenka Utsugi           | 空木蓮華                   | ufotable 平尾隆之        | 平尾隆之 | 平尾隆之 高橋拓郎        | 清水慶太 |
| EPISODE 02 | Rindou Amamiya         | 雨宮龍膽                   | ufotable 平尾隆之        | 平尾隆之 | 宇田明彥                 | 加藤泰久、菊池隼也 石塚美雪、鹽島由佳                                                                                            |
| EPISODE 03 | Alisa Ilyinichna Omela | 亚莉莎·伊莉妮提娜·阿米耶拉 | ufotable 恒松圭          | 平尾隆之 | 栖原隆史                 | 高橋聰、小笠原篤 青木拓也、小磯由佳                                                                                              |
| EPISODE 04 | Aegis                  | 神盾                       | ufotable 平尾隆之 恒松圭 | 平尾隆之 | 野中卓也                 | 佐藤哲人、茂木貴之 永森雅人、辻雅俊                                                                                              |
| EPISODE 05 | An Eye for an Eye      | 仇花                       | ufotable 平尾隆之 恒松圭 | 平尾隆之 | 白井俊行 竹內將          | 石塚美雪、加藤泰久 高橋聰、菊池隼也 小笠原篤、小磯由佳 鹽島由佳                                                                  |
| EPISODE 05 | All in Vain            | 徒花                       | ufotable 平尾隆之 恒松圭 | 平尾隆之 | 白井俊行 竹內將          | 石塚美雪、加藤泰久 高橋聰、菊池隼也 小笠原篤、小磯由佳 鹽島由佳                                                                  |
| EPISODE 06 | Stay True              | 泥中之蓮                   | ufotable 平尾隆之 恒松圭 | 平尾隆之 | 野中卓也 丸山裕介        | 青木拓也、內村瞳子 緒方美枝子、菊池隼也 須藤友德、鹽島由佳 佐藤哲人、茂木貴之 辻雅俊                                             |
| EPISODE 07 | A Flower in Bloom      | 綻放                       | ufotable 平尾隆之 恒松圭 | 平尾隆之 | 宇田明彥                 | 加藤泰久、小磯由佳 小笠原篤、高橋聰 石塚美雪                                                                                     |
| EPISODE 08 | Sakuya Tachibana       | 橘 佐久夜                  | ufotable 平尾隆之 恒松圭 | 平尾隆之 | 栖原隆史                 | 菊池隼也、青木拓也 鹽島由佳 |
| EPISODE 09 | Soma Schicksal         | 索瑪·席克札爾              | ufotable 平尾隆之 恒松圭 | 平尾隆之 | 野中卓也 白井俊行 竹內將 | 石塚美雪、佐藤哲人 加藤泰久、緒方美枝子 辻雅俊、茂木貴之 高橋聰、內村瞳子 小磯由佳、小笠原篤                                     |
| 隕石篇     |                        |                            |                          |          |                          | |
| EPISODE 10 | Scattered Petals       | 散華                       | ufotable 平尾隆之 恒松圭 | 平尾隆之 | 恒松圭                   | 柴田由香、鹽島由佳 青木拓也、菊池隼也                                                                                            |
| EPISODE 11 | Operation Meteorite    | 隕石計劃                   | ufotable 平尾隆之 恒松圭 | 平尾隆之 | 野中卓也 竹內將          | 內村瞳子、辻雅俊 小磯由佳、石塚美雪 加藤泰久、高橋聰 緒方美枝子                                                                  |
| EPISODE 12 | United They Stand      | 第一部隊                   | ufotable 平尾隆之 恒松圭 | 平尾隆之 | 高橋拓郎                 | 緒方美枝子、辻雅俊 茂木貴之、小磯由佳 青木拓也、高橋聰 柴田由香、鹽島由佳 菊池隼也、小笠原篤 清水慶太                            |
| EPISODE 13 | Lotus                  | 蓮華                       | ufotable 平尾隆之 恒松圭 | 平尾隆之 | 平尾隆之 高橋拓郎        | 緒方美枝子、辻雅俊 茂木貴之、小磯由佳 佐藤哲人、內村瞳子 柴田由香、青木拓也 高橋聰、竹內將 鹽島由佳、小笠原篤 菊池隼也、清水慶太 |

特別節目
- EXTRA 00 － 2015年7月5日播放（第1話前一週）
  - 出演：富澤祐介、吉村廣
  - 播放遊戲活動公開的動畫PV（本編的8年前）。
- EXTRA 01 － 2015年8月2日播放（第3、4話之間）
  - 出演：平尾隆之、近藤光、藤津亮太
  - 介紹動畫映像製作過程。
- EXTRA 02 － 2015年8月23日播放（第5、6話之間）
  - 出演：椎名豪、平尾隆之、宮野幸子、GHOST ORACLE DRIVE、皆谷尚美
  - 介紹動畫音樂製作過程。
- EXTRA 03 － 2015年9月13日播放（第7、8話之間）
  - 出演：富澤祐介、吉村廣、木島隆一
  - 由遊戲開發人員講解動畫世界觀和設定說明、及「解放重生」的實際體驗

## 衍生作品

### 漫畫版
- 《GOD EATER -the spiral fate-》(Side-BN 原作：NAMCO BANDAI / 漫畫：斉藤ロクロ)
- 《GOD EATER -救世主の帰還-》(月刊少年Rival 原作：NAMCO BANDAI / 漫画：烏山英司)
- 《GOD EATER the summer wars》(エイジプレミアム 原作：NAMCO BANDAI / 漫画：okiura)
- 《GOD EATER -the 2nd break- 》(電擊魔王 原作：NAMCO BANDAI / 漫画：片桐いくみ)
- 《GOD EATER 2》(電擊魔王 原作：NAMCO BANDAI / 漫画：片桐いくみ)
- 《GOD EATER -side by side-》(電擊魔王 原作：NAMCO BANDAI / 漫画：ヨゲンメ)

### 小說版
- 《GOD EATER 禁忌を破る者》(Fami通文庫 著：ゆうきりん)
- 《GOD EATER 〜アリサ・イン・アンダーワールド〜》(富士見Dragon book 著：竜崎ツカサ)
- 《GOD EATER 〜ノッキン･オン･ヘブンズドア〜》(富士見Dragon book 著：竜崎ツカサ)

## 備註
1. ↑  1.男性在各作品分別有神薙ユウ、加賀美リョウ、空木レンカ代表，女性在小鋼珠版中預設名稱為靈代アキ。
2. ↑  英文版網頁標題為「Lindow Amamiya」
3. ↑  英文版網頁標題為「Alisa Ilinichina Amiella」